# Ludwig Bickell

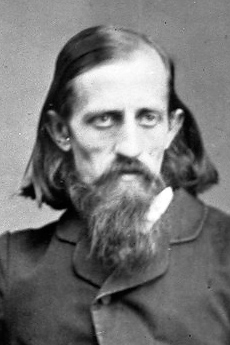
Ludwig Bickell 1873

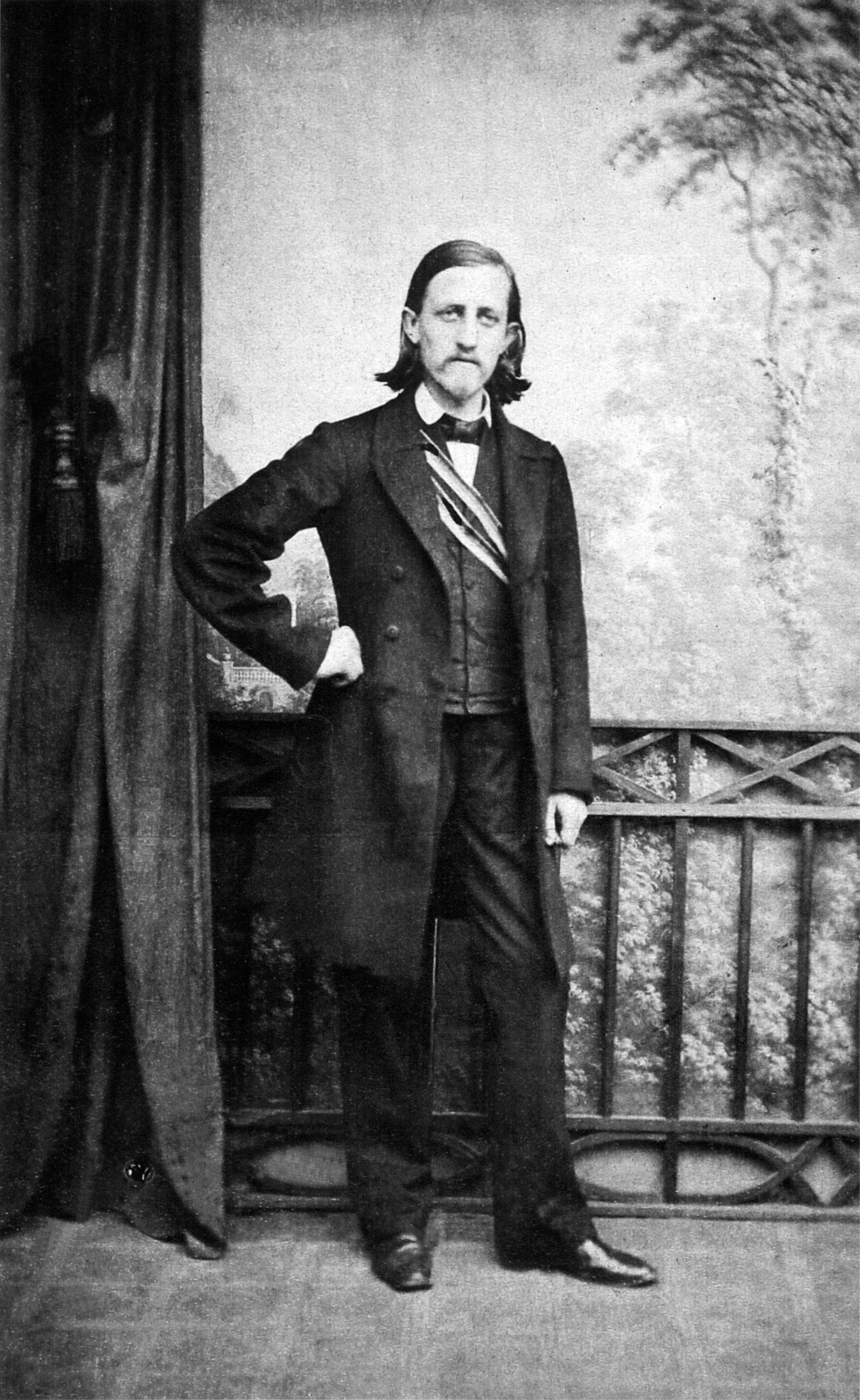
Ludwig Bickell als Student

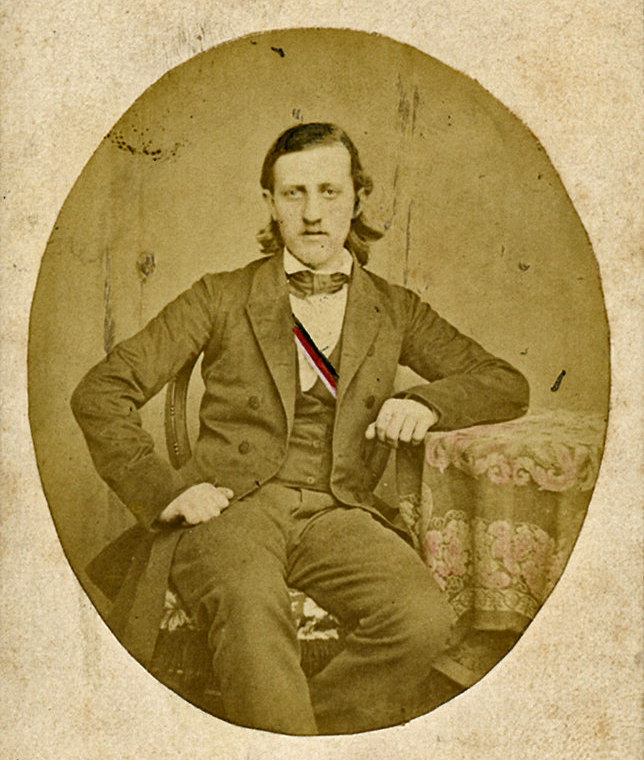
Ludwig Bickell als junger Student

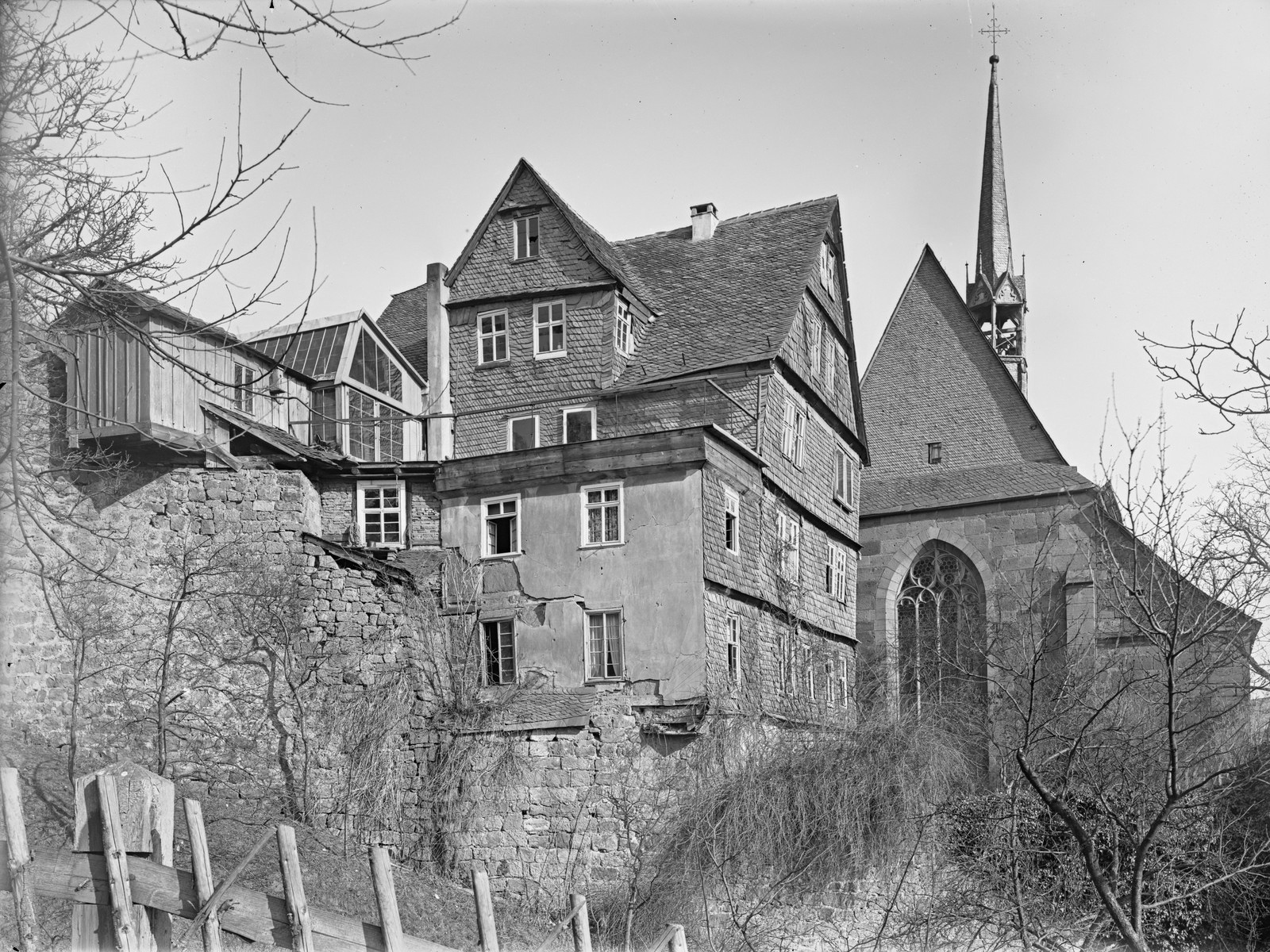
Ludwig Bickells Wohnhaus mit Fotoatelier in Marburg Kugelgasse 1

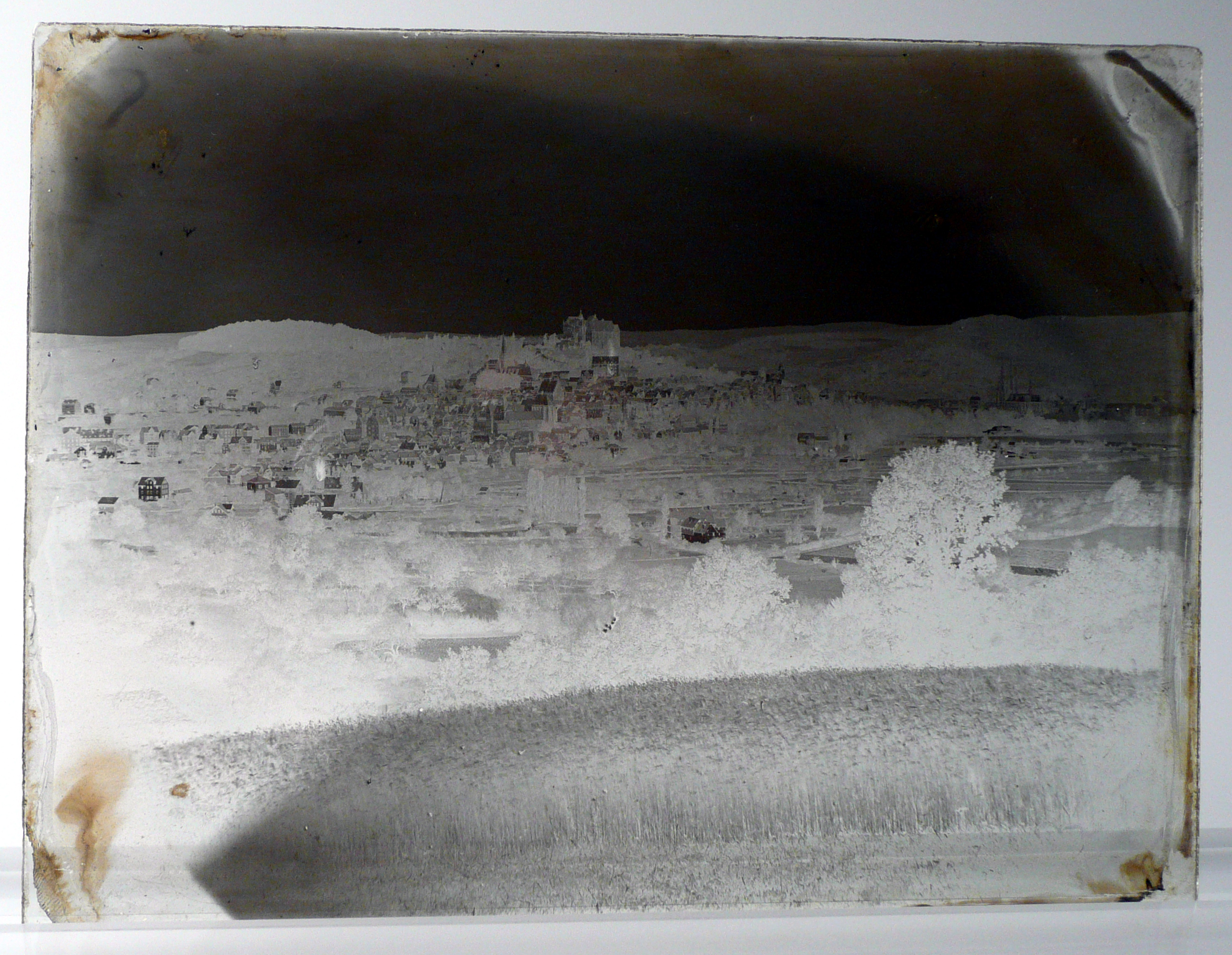
Glasplattennegativ von Ludwig Bickell ca. 18×24 cm²

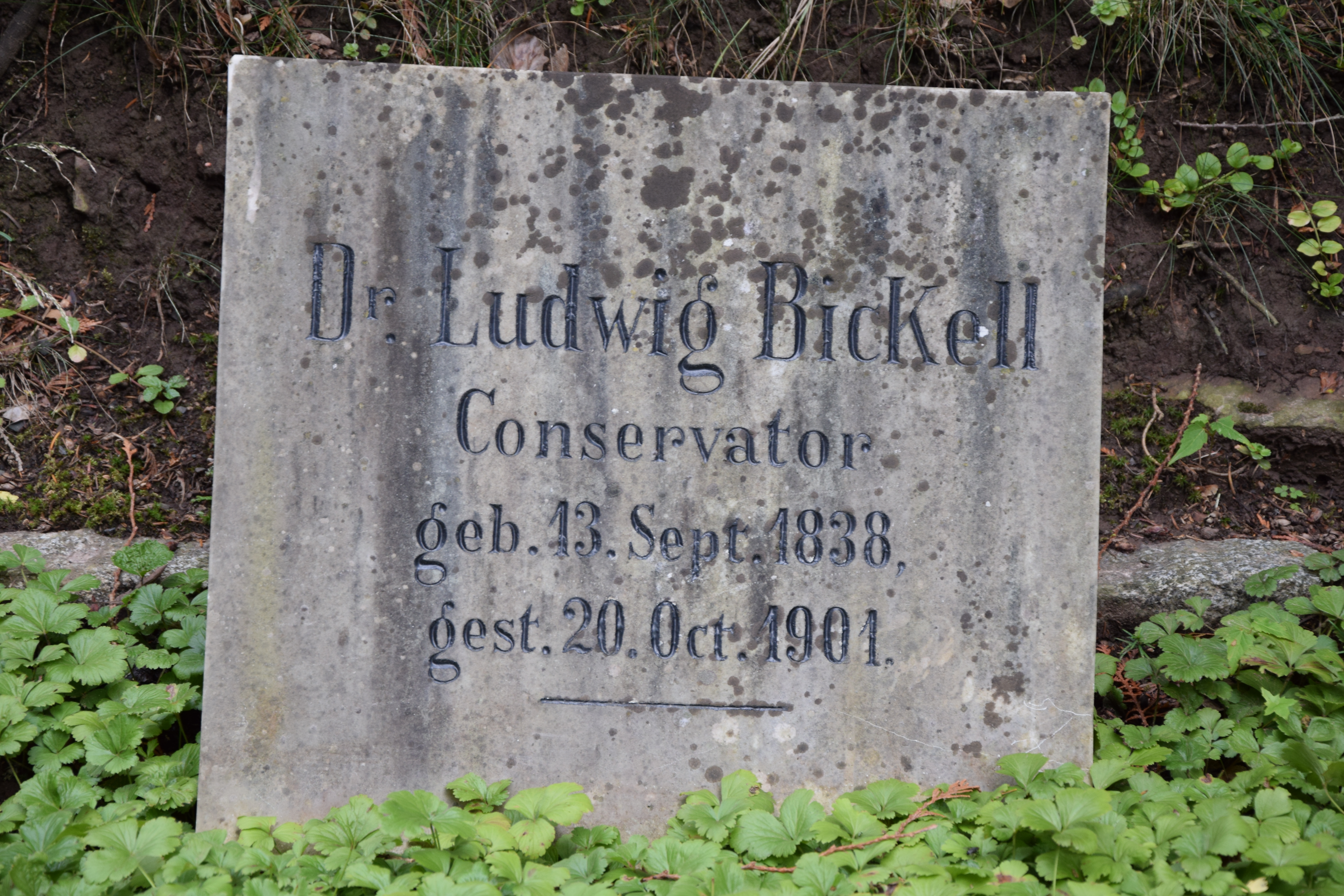
Grab von Ludwig Bickell auf dem Marburger Hauptfriedhof (2017)

Ludwig Theodor Alexander Bickell (* 13. September 1838 in Marburg; † 20. Oktober 1901 ebenda) war ein deutscher Jurist, Fotograf und Denkmalpfleger, der im letzten Drittel des 19. Jahrhunderts zahlreiche Gebäude und Kulturdenkmäler in Hessen fotografisch dokumentierte und volkskundliche Sammlungen anlegte. Er wurde dafür 1892 zum Bezirkskonservator im Regierungsbezirk Kassel ernannt und ihm wurde die Ehrendoktorwürde der Universität Marburg verliehen.

## Leben
Ludwig Bickell war Sohn des kurhessischen Landrats Karl Wilhelm Bickell (1796–1864) und der Wilhelmine Gertrude Giller († 1868). Er besuchte das Gymnasium der Stadt Marburg und verließ es 1860 mit dem Abitur, um in Marburg und Leipzig Kameralwissenschaften zu studieren. In Marburg war er 1860 Mitgründer der Burschenschaft Arminia Marburg. Nach dem juristischen Staatsexamen 1864 begann er als Referendar im Verwaltungsdienst bei der oberhessisch-kurhessischen Regierung in Marburg. Diese wurde nach der Annexion Kurhessens 1866 durch das Königreich Preußen aufgelöst. Um nach dem Tod des Vaters bei seiner kranken Mutter in Marburg zu bleiben, unterbrach er seine Beamtenlaufbahn, die er in Marburg nicht fortsetzen konnte. Nach ihrem Tod begab er sich 1868 zusammen mit seinem gleichaltrigen Cousin Gustav Bickell auf eine mehrmonatige Studienreise durch das Rheinland, Belgien, Frankreich, nach London und Oxford. Ein in dieser Zeit betriebenes Projekt, ein umfassendes Werk über den Bau und die Geschichte der Orgel zu schreiben, vollendete er nie. Auch scheiterten alle seine Versuche als „Orgelbautechniker“ oder freiberuflicher Fotograf Fuß zu fassen. Seine wirtschaftliche Situation blieb für mehr als zwei Jahrzehnte prekär. Eine einzige von ihm konzipierte Orgel wurde auch gebaut: Im Chor der Pfarrkirche von Großseelheim. Das neugotische Instrument wurde 1970 beseitigt.
Die großen europäischen Museen und ihre Kunstschätze in London, Paris, Nürnberg etc. regten ihn an, Kunst- und Kulturdenkmäler seiner hessischen Heimat zu dokumentieren und „hessische Altertümer“ zu sammeln. Er ließ eine Kutsche zu einer fahrbaren Dunkelkammer umbauen, um die schwere Fotoausrüstung zu transportieren und die Glasplatten vor Ort präparieren und sofort entwickeln zu können. So entstanden im letzten Drittel des 19. Jahrhunderts hunderte von Fotografien von hessischen Gebäuden aus Fachwerk und Stein, von Kirchen, Straßen, Dörfern und Städten. Über 2500 Negativplatten von hoher Qualität sind heute noch im Bildarchiv Foto Marburg erhalten.
1875 übernahm der Hessische Geschichtsverein die Sammlung Bickells und bestellte ihn zu deren Konservator. Dieser Sammlung hessischer Altertümer wurde im ehemaligen Landgrafenschloss in Marburg staatlicherseits einige Räume zur Verfügung gestellt und damit der Grundstock für das spätere Universitätsmuseum Marburg gelegt. Nach zehnjähriger Tätigkeit erschien 1878 die Bildreproduktion „Das alte Marburg“. Er war es auch, der auf die architektonische Bedeutung des Romanischen Hauses in Gelnhausen aufmerksam machte. Im Rahmen der Kasseler Kunstausstellung in der Orangerie 1884 zeigte Bickell die bedeutendsten Stücke seiner Sammlung.
1892 schließlich wurde ihm die Ehrendoktorwürde durch die Philosophische Fakultät der Universität Marburg verliehen. Im selben Jahr wurde durch die Umorganisation der staatlichen Denkmalverwaltung die Stelle eines beamteten Bezirkskonservators der Denkmäler im Regierungsbezirk Kassel geschaffen und Ludwig Bickell erhielt diese Stelle. Auffallend ist dabei sein der zeitgenössischen Auffassung weit vorauseilender Denkmalbegriff, unter den er nicht nur repräsentative Bauten von Herrschaft und Kirche einordnete, sondern auch „Alltagsdenkmäler“, wie Wohnhäuser, Bauernhöfe oder Scheunen. Auch Ensembles (Gesamtanlagen) und Umgebungsschutz für Kulturdenkmäler waren Begriffe, mit denen er bereits arbeitete.
Ludwig Bickell hatte von seinem Vater dessen asthmatisches Leiden geerbt, was ihn zeitlebens stark beeinträchtigte. Da seine sechs Geschwister alle jung starben, taten die Eltern alles, um ihn zu schonen. So entwickelte er früh einen eigenwilligen Charakter. Er starb 1901 unverheiratet im Alter von 63 Jahren in Marburg. Sein Nachfolger als Bezirkskonservator wurde Alhard von Drach.

## Würdigung
Bickells Wohnhaus in der Kugelgasse 1 befindet sich in der Marburger Altstadt zwischen Kalbstor und Kugelkirche. Neben dem Hauseingang erinnert eine Gedenktafel an ihn. Die ihm zu Ehren benannte Ludwig-Bickell-Treppe in Marburg führt von der Ritterstraße zum Marburger Schloss.
Bickells Architekturfotografien wurden am 27. November 2013 vom Sachverständigenrat beim Hessischen Ministerium für Wissenschaft und Kunst aufgrund ihres historischen, fototechnischen und künstlerischen Wertes als einmalig und von nationaler Bedeutung gewürdigt und einstimmig für die Eintragung in das „Verzeichnis national wertvollen Kulturgutes“ empfohlen. Diese erfolgte noch im selben Jahr. Am selben Tag eröffnete im Marburger Landgrafenschloss die Ausstellung Ludwig Bickell: Frühe Fotografie für die Denkmalpflege.

## Nachlass
Der Nachlass von Ludwig Bickell und seiner Familie wird im Hessischen Staatsarchiv Marburg (Bestände 340 Bickell und M 51a Bickell) aufbewahrt. Er hat eine Laufzeit von 1769 bis 1901 und einen Gesamtumfang von ca. 3 m und 241 Kartenblättern.

## Veröffentlichungen (Auswahl)
- Das alte Marburg: vier Reproductionen von älteren Stichen der General-Versammlung des Gesamt-Vereins deutscher Geschichts- und Alterthumsvereine zu Marburg 1878.
- Zur Erinnerung an die Elisabethkirche zu Marburg und zur sechsten Säcularfeier ihrer Einweihung. Elwert, Marburg 1883; archive.org.
- hrsg. von C. Alhard von Drach: Aeltere Silberarbeiten in den Königlichen Sammlungen zu Cassel: mit urkundlichen Nachrichten und einem Anhang: Der Hessen-Casselsche Silberschatz zu Anfang des siebenzehnten Jahrhunderts und seine späteren Schicksale. Nach den Aufnahmen von Ludwig Bickell. Elwert, Marburg 1888.
- Die Eisenhütten des Klosters Haina und der dafür thätige Formschneider Philipp Soldan von Frankenberg. Elwert, Marburg 1889.
- Hölzernes Scheiben-Reliquiar aus der Elisabethkirche zu Marburg. In: Zeitschrift für christliche Kunst, 1890, 3, S. 81–84 (Digitalisat).
- Mittelalterlicher Buchdeckel in der Landesbibliothek zu Kassel. In: Zeitschrift für christliche Kunst, 1890, 3, S. 117–120 (Digitalisat).
- Bucheinbände des XV. bis XVIII. Jahrhunderts aus hessischen Bibliotheken. Hiersemann, Leipzig 1892 (Digitalisat).
- Die Bau- und Kunstdenkmäler im Regierungsbezirk Cassel. Band 1: Kreis Gelnhausen. Elwert, Marburg 1901 (Textband Digitalisat Textband, Bildatlas Digitalisat Bildatlas).
- mit Johann Baptist Obernetter: Hessische Holzbauten. Fünfzig ausgewählte Tafeln. Elwert, Marburg 1906.